# Unión Internacional de Patinaje sobre Hielo
La Unión Internacional de Patinaje sobre Hielo (en inglés: International Skating Union (ISU)) es el organismo mundial que se dedica a regular las normas del patinaje sobre hielo a nivel competitivo, así como a celebrar periódicamente competiciones y eventos en cada una de sus disciplinas.
Fue fundada el 23 de julio de 1892 en Scheveningen (Países Bajos). Actualmente tiene su sede en Lausana. El presidente en funciones desde 2016 es el neerlandés Jan Dijkema.

## Disciplinas
La ISU tiene a su cargo cuatro disciplinas del patinaje sobre hielo:
- Patinaje artístico sobre hielo
- Patinaje sincronizado
- Patinaje de velocidad sobre hielo
- Patinaje de velocidad en pista corta

## Eventos
La Unión Internacional de Patinaje sobre Hielo organiza y coordina numerosas competiciones a nivel internacional en cada una de sus disciplinas, cabe destacar:
- Patinaje artístico:
  - Torneo de patinaje artístico en los Juegos Olímpicos de invierno
  - Campeonato Mundial de Patinaje Artístico sobre Hielo
  - Campeonato Europeo de Patinaje Artístico sobre Hielo
  - Campeonato Mundial Junior de Patinaje Artístico sobre Hielo
  - Campeonato de los Cuatro Continentes de Patinaje Artístico sobre Hielo
  - Grand Prix de Patinaje Artístico sobre Hielo

- Patinaje sincronizado:
  - Campeonato Mundial de Patinaje Sincronizado sobre Hielo

- Patinaje de velocidad sobre hielo:
  - Torneo de patinaje de velocidad en los Juegos Olímpicos de invierno
  - Campeonato Mundial de Patinaje de Velocidad sobre Hielo
  - Campeonato Mundial de Patinaje de Velocidad Individual sobre Hielo
  - Campeonato Mundial Junior de Patinaje de Velocidad sobre Hielo
  - Copa Mundial de Patinaje de Velocidad sobre Hielo
  - Campeonato Europeo de Patinaje de Velocidad sobre Hielo

- Patinaje de velocidad sobre pista corta:
  - Torneo de patinaje de velocidad sobre pista corta en los Juegos Olímpicos de invierno
  - Campeonato Mundial de Patinaje de Velocidad sobre Pista Corta
  - Campeonato Europeo de Patinaje de Velocidad sobre Pista Corta

## Organización
La estructura jerárquica de la federación está conformada por el presidente y los Vicepresidentes, el director general, el Congreso (efectuado cada dos años), el Comité Ejecutivo, el Consejo y cinco Comités Técnicos, uno para cada disciplina (en el patinaje artístico hay un comité técnico especial para la danza sobre hielo).

### Presidentes
| N.º | Periodo       | Nombre                | País         |
| --- | ------------- | --------------------- | ------------ |
| 1   | 1892-1894     | Willem H. J. Mulier   | Países Bajos |
| 2   | 1895-1924     | Viktor Gustav Balck   | Suecia       |
| 3   | 1925-1937     | Ulrich Salchow        | Suecia       |
| 4   | 1937-1945     | Gerrit W. A. Van Laer | Países Bajos |
| 5   | 1945-1953     | Herbert J. Clarke     | Reino Unido  |
| 6   | 1953-1967     | James Koch            | Suiza        |
| 7   | 1967          | Ernest Labin          | Austria      |
| 8   | 1967-1980     | Jacques Favart        | Francia      |
| 9   | 1980-1994     | Olaf Poulsen          | Noruega      |
| 10  | 1994-2016     | Ottavio Cinquanta     | Italia       |
| 9   | 2016-presente | Jan Dijkema           | Países Bajos |

## Estados miembros
En 2008 la ISU cuenta con la afiliación más de 70 federaciones nacionales de los cinco continentes. En algunos países hay una federación de patinaje artístico y otra de patinaje de velocidad, mientras que en otros países hay una única federación de patinaje sobre hielo.
| N.º | País                 | Federación                                                                                      | Página web                                            |
| --- | -------------------- | ----------------------------------------------------------------------------------------------- | ----------------------------------------------------- |
| 1   | Alemania             | Deutsche Eisschnelllauf-Gemeinschaft1 Deutsche Eislauf-Union2                                   |                                                       |
| 2   | Andorra              | Federació Andorrana de Esports de Gel                                                           |                                                       |
| 3   | Argentina            | Unión Argentina de Patinadores de Velocidad1 Federación Argentina de Patinaje sobre Hielo 2     |                                                       |
| 4   | Armenia              | Armenia Skating Federation                                                                      |                                                       |
| 5   | Australia            | Australian Amateur Ice Racing Council1 Ice Skating Australia2                                   |                                                       |
| 6   | Austria              | Österreichischer Eisschnelllauf Verband1 Österreichischer Eiskunstlauf Verband2                 |                                                       |
| 7   | Azerbaiyán           | Skating Federation of Azerbaijan                                                                |                                                       |
| 8   | Bélgica              | Federation Royale Belge de Patinage de Vitesse1 Federation Royale Belge de Patinage Artistique2 |                                                       |
| 9   | Bielorrusia          | Skating Union of Belarus                                                                        |                                                       |
| 10  | Bosnia y Herzegovina | Skating Federation of Bosnia and Herzegovina                                                    |                                                       |
| 11  | Brasil               | Confederação Brasileira de Desportos no Gelo                                                    |                                                       |
| 12  | Bulgaria             | Bulgarian Skating Federation                                                                    |                                                       |
| 13  | Canadá               | Speed Skating Canada1 Skate Canada2                                                             |                                                       |
| 14  | China                | Chinese Skating Association                                                                     |                                                       |
| 15  | Colombia             | Federación Colombiana de Patinaje Sobre Hielo                                                   |                                                       |
| 16  | Corea del Norte      | Skating Association of the D.P.R. of Korea                                                      |                                                       |
| 17  | Corea del Sur        | Korea Skating Union                                                                             |                                                       |
| 18  | Croacia              | Croatian Skating Federation                                                                     |                                                       |
| 19  | Dinamarca            | Danks Skøjte Union                                                                              |                                                       |
| 20  | Eslovaquia           | Slovak Speed Skating Union1 Slovak Figure Skating Association                                   |                                                       |
| 21  | Eslovenia            | Slovene Skating Union                                                                           |                                                       |
| 22  | España               | Federación Española de Deportes de Hielo                                                        |                                                       |
| 23  | Estados Unidos       | U. S. Speedskating1 U. S. Figure Skating Association2                                           |                                                       |
| 24  | Estonia              | Estonian Skating Union                                                                          |                                                       |
| 25  | Filipinas            | Philippine Skating Union                                                                        |                                                       |
| 26  | Finlandia            | Finnish Speed Skating Federation1 Finnish Figure Skating Federation2                            |                                                       |
| 27  | Francia              | Fédération Française des Sports de Glace                                                        |                                                       |
| 28  | Georgia              | Georgian Figure Skating Association2                                                            |                                                       |
| 29  | Grecia               | Hellenic Ice Sports Federation                                                                  |                                                       |
| 30  | Hong Kong            | Hong Kong Skating Union                                                                         |                                                       |
| 31  | Hungría              | Hungarian National Skating Federation                                                           |                                                       |
| 32  | India                | Ice Skating Association of India                                                                |                                                       |
| 33  | Islandia             | Iclandic Skating Association                                                                    |                                                       |
| 34  | Israel               | Israel Ice Skating Federation                                                                   |                                                       |
| 35  | Italia               | Federazione Italiana Sport del Ghiaccio                                                         |                                                       |
| 36  | Japón                | Japan Skating Federation                                                                        |                                                       |
| 37  | Kazajistán           | Skating Federation of Kazakhstan                                                                |                                                       |
| 38  | Letonia              | Latvian Skating Association                                                                     |                                                       |
| 39  | Lituania             | Lithuanian Speed Skating Association1 Lithuanian Skating Federation2                            |                                                       |
| 40  | Luxemburgo           | Union Luxembourgeoise de Patinage de Vitesse1 Union Luxembourgeoise de Patinage Artistique2     |                                                       |
| 41  | México               | Federación Mexicana de Patinaje sobre Hielo                                                     |                                                       |
| 42  | Mónaco               | Fédération Monegasque de Patinage                                                               |                                                       |
| 43  | Mongolia             | Skating Union of Mongolia                                                                       |                                                       |
| 44  | Noruega              | Norges Skøyteforbund                                                                            |                                                       |
| 45  | Nueva Zelanda        | Ice Speed Skating New Zealand1 New Zealand Ice Skating Association2                             |                                                       |
| 46  | Países Bajos         | Koninklijke Nederlandsche Schaatsendrijders Bond                                                |                                                       |
| 47  | Polonia              | Polish Speed Skating Association1 Polish Figure Skating Association2                            |                                                       |
| 48  | Puerto Rico          | Federación Puertorriqueña de Patinaje Artístico 2                                               | Archivado el 15 de junio de 2013 en Wayback Machine.  |
| 49  | Reino Unido          | National Ice Skating Federation of UK                                                           |                                                       |
| 50  | República Checa      | Czech Speed Skating Association1 Czech Figure Skating Association2                              |                                                       |
| 51  | Rusia                | Russian Skating Union1 Figure Skating Federation of Russia2                                     | Archivado el 2 de febrero de 2017 en Wayback Machine. |
| 52  | Rumania              | Federaţia Română de Patinaj                                                                     |                                                       |
| 53  | Serbia               | Association of Skating Sports of Serbia                                                         |                                                       |
| 54  | Sudáfrica            | South African Speed Skating Association1 South African Figure Skating Association2              |                                                       |
| 55  | Suecia               | Svenska Skridskoförbundet1 Svenska Konståkningsförbundet2                                       |                                                       |
| 56  | Suiza                | Schweizer Eislauf-Verband                                                                       |                                                       |
| 57  | Tailandia            | Skating Association of Thailand                                                                 |                                                       |
| 58  | Taiwán               | Chinese Taipei Skating Association                                                              |                                                       |
| 59  | Turquía              | Turkish Ice Skating Federation                                                                  |                                                       |
| 60  | Ucrania              | Ukrainian Speed Skating Federation1 Ukrainian Figure Skating Federation2                        |                                                       |
| 61  | Uzbekistán           | Figure Skating Federation of Uzbekistan                                                         |                                                       |

- (1) – Patinaje de velocidad
- (2) – Patinaje artístico